# Samuel Hahnemann
Christian Friedrich Samuel Hahnemann (Meißen, Szász Választófejedelemség, 1755. április 10. – Párizs, Franciaország, 1843. július 2.) német orvos, a homeopátia rendszerének kidolgozója.

## Életrajza
Szászországban, a Drezdához közeli, Meißenben született. Saját elhatározásából lépett az orvosi pályára apja akarata ellenére, aki porcelántervező volt. Több nyelven beszélt: angolul, németül, franciául, görögül és latinul.
Tanult Lipcsében, majd további tíz hónapig Bécsben, ezt követően Erlangenben. 1777-ben báró Samuel von Brukenthalnak, Erdély frissen kinevezett kormányzójának háziorvosa lett.
Innen két év múlva visszatért német földre. Hettstedtben és Dessauban orvosi gyakorlatot űzött, e mellett az ásvány- és vegytannal foglalkozott behatóbban. Felfedezte a mercurius solubilis Hahnemann-féle oldható higanykészítményt.
1784-ben Drezdába, 1789-ben Lipcsébe ment, itt írta Arzénmérgezésekről (1786); A venerikus (nemi) betegségekről (1788) és Gyógyszerész-lexikon (1793-1799, 2 kötet) című műveit. Ezután miközben Cullen Materia medicáját fordította le, önmagán kezdte el vizsgálni a kínafakéreg hatását, mivel kétségei támadtak az éppen fordított műben szereplő, a kininre vonatkozó bizonyos megállapítással kapcsolatban. Hosszas gyógyszerkutatások után arra a tapasztalatra jutott, hogy egy nagy adag kinin maláriát idéz elő, míg a kis adag a maláriát meggyógyítja; ebből arra következtetett, hogy a betegségek, amelyek hasonló tüneteket mutatnak, amilyeneket bizonyos orvosságok (nagyobb adagokat bevéve) előidéznek, azáltal is meggyógyulnak, ha ugyanazon (hasonló, homoios) orvosságokat kis adagokban szedik. Ezen alapelvét Hufeland lapjában, 1790-ben Kísérlet az orvosság gyógyereje feltalálásának újabb elvét illetőleg című értekezésében bővebben kifejtette és ezáltal a homeopátia, a „hasonszenvészet” nevű gyógymód megalapítója lett. Tehát szerinte a hasonló a hasonlót gyógyítja. Később – szekéren történt utazásai során – rájött, hogy ez rázás, ún. potenciálás és dinamizálás során erősebben fejti ki gyógyhatását. 1792-ben kezdte el gyakorolni és fejleszteni az újonnan feltalált gyógymódot. Első homeopátiával foglalkozó cikke 1796-ban jelent meg Németországban. Módszere megnevezésére a Homöopathie szót 1807-től használta.

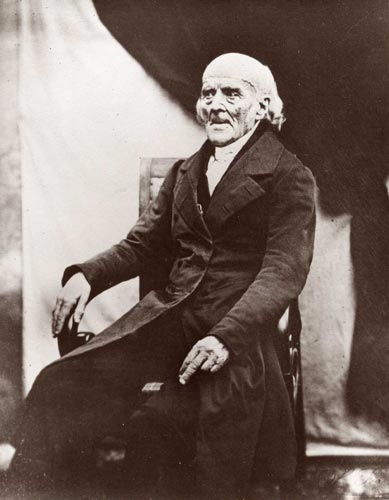
Az idős Hahnemannról készült dagerrotípia (1841. szeptember 30., Párizs)

1793-banen a Leopoldina Német Természettudományos Akadémia tagjává választották.
1810-ben Drezdában megjelent Organon der rationellen Heilkundéjében a homeopátia tantételeit állította fel. Ezen új tant azonnal sokak, akárcsak manapság, sokan hevesen támadták és csak 1819 után terjedt el, amikor több neves orvos csatlakozott hozzá és módszerét követve gyógykezeltek. A heves küzdelmeket megunva, ennek tetejében a megélhetés gondjaival is küszködve, egyik helyről a másikra költözött, míg végül 1811-ben újra Lipcsébe tért vissza, ahol egyetemi előadásokkal igyekezett tanait elfogadtatni. Mivel azonban ott nem engedték meg számára gyógyszereinek készítését és árusítását, innen Köthenbe ment, ahol Ferdinánd herceg háziorvossá, majd udvari tanácsossá nevezte ki.
1812. június 26-án mutatta be egyetemi disszertációját a mérgező fekete hunyor és a fehér hunyor gyógynövény ókori gyógyászati alkalmazásáról.
1830-ban elveszítette első feleségét. 1834-ben felkereste egy harmincéves párizsi hölgy, akit meggyógyított, majd feleségül is vette. 1835-ben áttelepült Párizsba, sikeres gyógyításaival itt is öregbítette hírnevét, évi 200 000 frankot keresett.
Ott is halt meg 1843. július 2-án hajnalban. Holtteste a Père-Lachaise temető mauzóleumában nyugszik.
Özvegye, Melanie d'Hérvilly, aki férjének a betegek kezelésében segédkezett, férje halála után, az ő szellemében önállóan folytatta a gyógykezelést.

## Művei magyarul
- A kávé munkálatjai; Egyetemi Ny., Buda, 1829
- Sámuel Hahnemann Organon-a (életműve) a' gyógyművészségnek, vagy Hahnemann Sámuel homoeopathia-ja (hasonszenve); Wigand Ottó, Pest, 1830 (hasonmásban: 2017)
- Organon. A gyógyítás művészetének gondolatrendszere. Az eredeti mű hatodik kiadásának magyar fordítása; ford. Gazdag Márta; Magyar Homeopata Orvosi Egyesület, Bp., 2005